# Municipio de Vārkava
El municipio de Vārkavas (en Letón: Vārkavas novads) es uno de los ciento diez municipios de Letonia, que abarca una pequeña porción del territorio de dicho país báltico. Fue creado durante el año 2002 después de una reorganización territorial. La capital es la villa de Vecvārkava.

## Ciudades y zonas rurales
- Rožkalnu pagasts (zona rural)
- Upmalas pagasts (zona rural)
- Vārkavas pagasts (zona rural)

## Población y territorio
Su población se encuentra compuesta por un total de 2.412 personas (2009). La superficie de este municipio abarca una extensión de territorio de unos 288,9 kilómetros cuadrados. La densidad poblacional es de 8,35 habitantes por cada kilómetro cuadrado.